# عبد العزيز العازمي
عبد العزيز العازمي لاعب سعودي من مواليد 1 ديسمبر 1990 في مدينة عنيزة .
يلعب في مركز المحور ..
يلعب في نادي الهلال السعودي ..
كانت بداياته في نادي النجمة ..
وفي أغسطس 2009 انتقل إلى نادي النصر السعودي ومثله في درجة الشباب والأولمبي وبعض مباريات الفريق الأول ..
وفي يوليو 2012 انتقل لنادي الهلال السعودي
مثل منتخب الشباب في كأس العالم في البرازيل 2011.
عبد العزيز العازميعبد العزيز العازمي

## روابط خارجية
- عبد العزيز العازمي على موقع Soccerway.com (الإنجليزية)